# Roma, Botoșani
Roma este satul de reședință al comunei cu același nume din județul Botoșani, Moldova, România.
 Acest articol despre o localitate din județul Botoșani este deocamdată un ciot. Puteți ajuta Wikipedia prin completarea lui.